# Belenus (Pferd)
Belenus (geboren am 12. April 1996, gestorben am 30. Dezember 2012) war ein Englisches Vollblutpferd. Der Fuchshengst wurde von Lomitas aus der Beaute gezogen. Mit einer Zeit von 2:25,81 Minuten hält er bis heute den Rekord beim Deutschen Derby.
Belenus' Mutter Beaute war eine sehr gute Vererberin. Neben Belenus brachte sie auch noch den guten Beryllus und den hochveranlagten Birkspiel hervor, dessen Karriere allerdings durch eine dreijährig erlittene Verletzung entscheidend beeinträchtigt wurde. Beaute entstammte einer alten Waldfrieder Linie, der Linie der Blauen Adria, die mit Baal und Baalim zwei der besten deutschen Vollblüter der Nachkriegszeit hervorbrachte.
Belenus debütierte erst im Alter von drei Jahren erfolgreich am 2. April 1999 auf seiner Bremer Heimatbahn. Es folgten zwei Platzierungen in Derbyvorprüfungen auf Listenebene. Von seinem Züchter Frank Feldmann (1948–2015) wurde er daraufhin an die vom ehemaligen Jockey Manfred Hofer angeführte Besitzergemeinschaft Turf Syndikat 99 für den ziemlich hohen Preis von 350.000 DM verkauft. Für seine neuen Besitzer gewann er sogleich die Derby-Vorprüfung in Bremen. Dennoch wurde er für das Derby nur als 145:10 Außenseiter bewettet. Im Rennen selber sorgte zunächst Banyumanik bei optimalen Bodenverhältnissen für eine flotte Pace und führte das Feld auf die Zielgerade, aus dem sich dann Belenus mit einem lang gezogenen Tempolauf lösen konnte. Seinen Derby-Sieg bestätigte er einen Monat später mit einem überlegenen Sieg beim Europachampionat in Hoppegarten (Gruppe II). Wiederum einen Monat später wurden ihm allerdings durch Tiger Hill im Großen Preis von Baden seine Grenzen aufgezeigt. In Abwesenheit von Tiger Hill gewann er wenig später wiederum den Preis von Europa (Gruppe I). Bei diesem Rennen zog er sich allerdings eine Sehnenverletzung zu, die ihn zu einer eineinhalbjährigen Pause zwang. Mit zwei überlegenen Siegen in kleineren Rennen startete Belenus dann 2001 sein Comeback. Im hochklassig besetzten Hansa-Preis (Gruppe II) reichte es auf der Derby-Bahn in Hamburg zwei Jahre nach seinem großen Triumph dann aber nur zu einem 9. Platz. Dem schloss sich ein ebenso enttäuschender 11. Platz beim Deutschlandpreis (Gruppe I) an. Beim darauffolgenden Rheinlandpokal (Gruppe I) sah man dann noch einmal den alten Belenus. In einem Rennen von der Spitze unterlag er nur ganz knapp den beiden besten Dreijährigen des Jahres 2001, Sabiango und Boreal. Mit einem zweiten Platz beim hochdotierten Bosporus-Cup beendete er schließlich seine Rennkarriere.
Belenus Zuchtkarriere stand von Anfang an unter keinem guten Vorzeichen. Sein Besitzer, das aus 18 Mitgliedern bestehende Turfsyndikat, hatte weder die Mittel noch das Interesse, ihn selbst auf einem Gestüt als Deckhengst aufzustellen und zu unterstützen. Sein Derby-Triumph war aber längst verblasst und sein gemessen an der Schwere der Verletzung durchaus beachtliches Comeback überzeugte potentielle Käufer nicht. So wurde er schließlich für bescheidene 100.000 DM an das polnische Nationalgestüt verkauft. Dort wurden ihm nur wenige geeignete Stuten zugeführt, die es ihm ermöglicht hätten, nachhaltige Spuren in der Vollblutzucht zu hinterlassen. Unbeachtet von der deutschen Turföffentlichkeit verstarb er schließlich Ende 2012 dort an einer Kolik im Alter von nur 16 Jahren.